# Fronte Ampio (Costa Rica)
Il Fronte Ampio (in spagnolo Frente Amplio) è un partito politico costaricano di orientamento socialista democratico e progressista fondato nel 2004 da José Merino del Río.

## Risultati elettorali
| Elezione          | Voti    | %     | Seggi  |
| ----------------- | ------- | ----- | ------ |
| Parlamentari 2006 | 17.751  | 1,10  | 1 / 57 |
| Parlamentari 2010 | 68.987  | 3,63  | 1 / 57 |
| Parlamentari 2014 | 269.178 | 13,14 | 9 / 57 |
| Parlamentari 2018 | 84.437  | 3,95  | 1 / 57 |
| Parlamentari 2022 | 172.961 | 8,33  | 6 / 57 |